# Daniel Adams-Ray

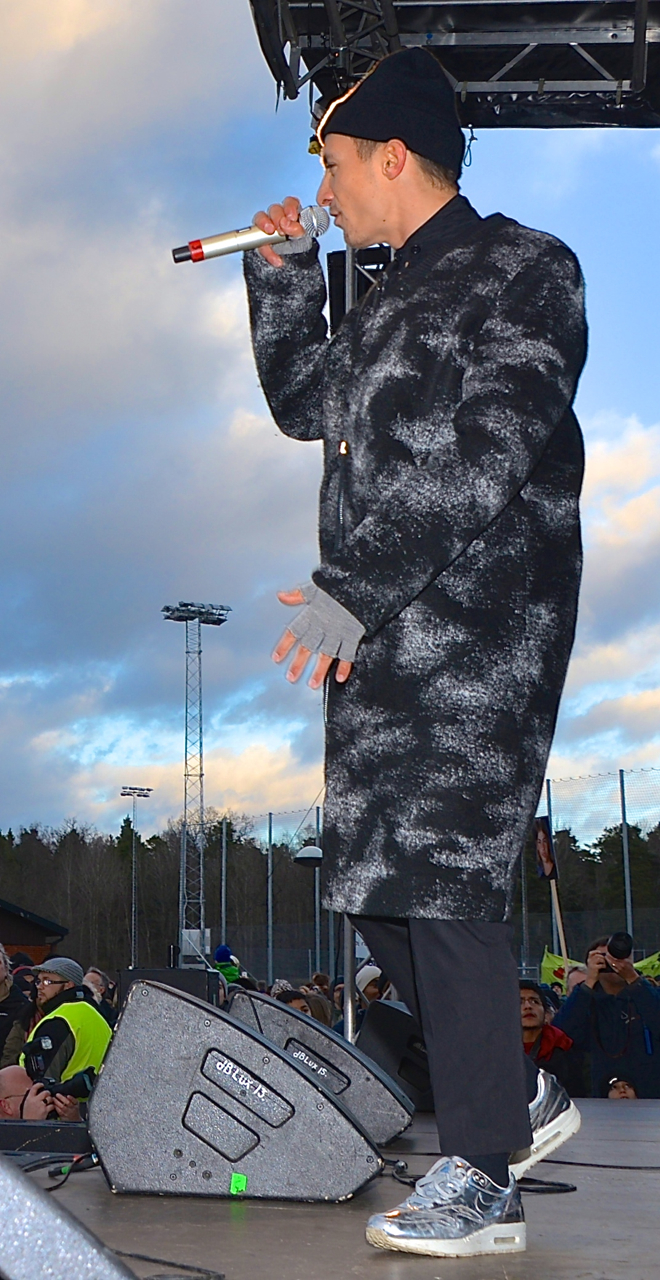
Daniel Adams-Ray i Antirasistdemonstrationen i Kärrtorp 2013.

Daniel David John Adams-Ray alias "Big Danne", född 18 augusti 1983 i Nairobi, Kenya, är en svensk rappare, sångare, låtskrivare och modedesigner. Tillsammans med Oskar "Kihlen" Linnros utgjorde han den kritikerrosade hiphopgruppen Snook. Daniel Adams-Ray vann år 2005 SM-guld i freestylerap och år 2006 utsågs han till "Årets rappare". 2017 släpptes singeln Higher under artistnamnet HUMAN.

## Barndom och ungdomsår
Daniel Adams-Ray föddes i Kenyas huvudstad Nairobi av en indonesisk-nederländsk mor och en svensk far, Bill Adams-Ray. I Kenya arbetade modern som skoladministratör, medan fadern var en av de få kirurgerna aktiva i landet på 1980-talet. 1996 flyttade familjen till Nederländerna, där Daniel Adams-Ray under en period spelade i samma fotbollslag som Arjen Robben. 1997, när Adams-Ray var 14 år gammal, lämnade familjen Nederländerna för Lidingö, Sverige.
1999 började Adams-Ray på Viktor Rydberg Gymnasium Odenplan, där han träffade den framtida Snook-partnern Oskar Linnros. De började rappa tillsammans, men möttes av en viss skepsis från hiphopkretsar där en del ansåg dem komma från en alltför privilegierad bakgrund för att kunna ha trovärdighet som rappare och låg närmare genren pop än hip hop.

## Karriär

### 2000–2008: Snook och klädmärket Lagom
Snook bildades år 2000. Daniel Adams-Ray var aktiv i rapduon från bildandet till deras senaste platta 2006. Genomslaget kom i och med singeln "Mister Cool" som släpptes från albumet Vi vet inte vart vi ska men vi ska komma dit (2004), och blev framröstad till årets låt på 2005 års P3 Guld-gala. Deras genre kallades av vissa för "Lidingö-hiphop" på grund av Adams-Rays uppväxt under tre år på Lidingö. Bandet släppte två album och fick både positiv och negativ kritik. Bandets okonventionella hip hop kommenterades och det faktum att Adams-Ray växte upp i Lidingö var det som orsakade att de kallades "Lidingö-rappare". Trots viss kritik hade bandet många hitlåtar och fick pris från P3, och bästa svenska band vid MTV Europe Music Awards 2006. Daniel vann år 2004 SM-guld i freestylerap, och år 2006 utsågs han till "Årets rappare".
Duon är inte avslutad officiellt, men mellan 2007 och 2016 gjorde de endast liveframträdanden. Snook som grupp kan betraktas som vilande.
Adams-Ray började studera vid Berghs School of Communication. Till sitt examensarbete tog han fram en "upplevelsebaserad provhytt".
År 2007 startade Daniel Adams-Ray, tillsammans med modedesignern Nette Sandström, modevarumärket Lagom som lades ner nästföljande år.

### 2009–framåt: Solokarriär

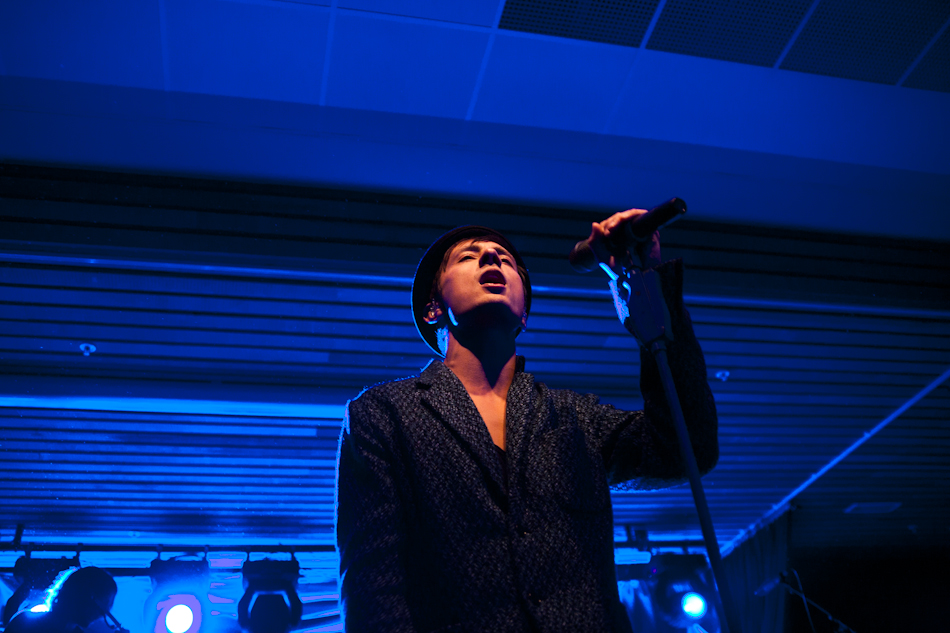
Daniel Adams-Ray under en konsert i februari 2011.

Under en modevisning sommaren 2009 producerade han lite musik vilket ledde till nya sånger. Detta ledde till starten på en solokarriär. Enligt honom kan musiken kallas som "kenyansk pop-disco-indie-punk". Hans nyskrivna låtar har influenser av Motown-disco, afro beat, hiphop och 60-tals-surf.
Den 3 november 2010 släppte han sin debutskiva som soloartist, konceptalbumet Svart, vitt och allt däremellan som han skrev tillsammans med producenten Carl Wikström Ask. Från skivan kom två singlar, "Dum av dig" och "Gubben i lådan". Albumet släpptes på skivbolagen Lagom Records och Sweden Music. Flera av låtarna på albumet är samhällskritiska, och handlar om hans uppväxt i Nairobi. Albumet har fått flera positiva recensioner. På Kritiker.se har albumet ett medel på 3,7 av 5, baserat på 27 professionella recensioner. Även en tredje och en fjärde singel, Lilla lady och Förlåt att jag aldrig sagt förlåt, har släppts.
Daniel Adams-Ray var under sommaren 2011 en flitig festivalartist. Han spelade på festivaler som Putte i parken i Karlskoga 6-9 juli, Roskildefestivalen,  Peace & Love, Storsjöyran, Where the action is, Siesta! samt Malmöfestivalen. Den 9 augusti 2011 debuterade Adams-Ray som sommarvärd i Sommar i P1 i Sveriges Radio.
I september 2011 sa han i en intervju att han saknade rappen och var redo för att ha med det på sin kommande skiva som skulle släppas våren 2013. I mitten av januari 2013 var han med och sjöng refrängen i Petters comeback-låt "Håll om mig". I den akustiska versionen är han även med och rappar i sista versen.
Han inledde Way Out West 2013 den 8 augusti, där han bjöd på gammalt men också några spår från det kommande albumet. Den 13 november 2013 släpptes Daniel Adams-Rays album, "Innan vi suddas ut".  En av låtarna på albumet heter "Babbelover", det är en låt som går ut till Sverigedemokraterna och som handlar om järnrörsskandalen. En av verserna i låten är tillägnad Soran Ismail. Under hösten och vintern 2013/2014 var Adams-Ray på turné.
Den 11 september 2014 uppträdde han på Gröna Lund. Den 5 juli 2016 var han med i Allsång på Skansen.
2018 ledde han Musikhjälpen tillsammans med Farah Abadi och William Spetz.
2021 släppte Adams-Ray sitt tredje studioalbum, Döda hjärtan kan slå igen. Albumet innehöll bland annat samarbeten med Erik Lundin och Miriam Bryant, och fick ett bra bemötande från recensenter. Under hösten samma år var han en av artisterna som medverkade i den tolfte säsongen av underhållningsprogrammet Så mycket bättre.
Våren 2024 gjorde Daniel Adams Ray tre stycken konserter på Konserthuset i Stockholm för att fira 20 år som artist (om man räknar in tiden i gruppen Snook).

### Familj
Daniel Adams-Ray är son till Bill Adams-Ray. Radioprofilen Kersti Adams-Ray är hans faster och läkaren, professor Jack Adams-Ray är hans farfar.

## Diskografi
- Svart, vitt och allt däremellan (2010)
- Innan vi suddas ut (2013)
- Döda hjärtan kan slå igen (2021)